# Недолин, Иван Петрович
Иван Петрович Недолин (наст. фамилия Маркелов; 17 октября 1892, деревня Буруново, Стерлитамакский уезд, Уфимская губерния, современное  село Буруновка  в Гафурийском районе Башкортостана Российской Федерации — 5 марта 1947, Москва) — русский советский прозаик и журналист.

## Биография
Родился 17 октября 1892 года. Был старшим ребёнком среди одиннадцати детей рабочего кирпичного завода. C пятнадцати лет работал наборщиком в типографии Стерлитамака.
Участвовал в Первой мировой войне. В 1917 году возвратился в Стерлитамак. После Октябрьской революции добровольцем вступил в Красную гвардию. В 1918 году был командиром отряда, участвовал в рейде Василия Блюхера по Уралу. После Гражданской войны снова работал в типографии. В 1923 году начал работу в газете «Власть труда». 15 лет работал в газете «Красная Башкирия».
В 1934 году участвовал в работе Первого съезда писателей СССР. Член Союза писателей с 1935.
В 1937 году был репрессирован. Освобождён в 1944.
В последние годы жизни работал в Башкирском книжном издательстве редактором русской литературы.
Умер от рака в Кремлёвской больнице 5 марта 1947 года, похоронен в Москве на Даниловском кладбище. Реабилитирован посмертно.

## Литературное творчество
Помимо многочисленных корреспонденций, очерков, зарисовок писал рассказы и повести.
Известна его книга очерков «Рейд Блюхера» (1932), в которой воспроизводятся события похода партизанской южноуральской армии под командованием Блюхера и братьев Ивана и Николая Кашириных в тылу белогвардейцев. Этой же теме посвящена другая повесть Неделина «Перевал» (1934).
Посмертно была опубликована фантастико-приключенческая повесть Недолина «Долина роз» (1969).